# 中島身依
中島 身依（なかしま みえ、1991年8月4日 - ）は、鹿児島県を拠点に活躍する日本の女性ファッションモデル、ラジオパーソナリティー。血液型B型。身長162cm。元清友エンターテイメント事業所属。現在はフリーランスとして活動中。。

## 来歴
鹿児島市出身。鹿児島女子高等学校卒業。鹿児島を中心に活躍する日本の女性タレント、ファッションモデル。
テレビ、CM、ラジオ等にて幅広く活躍するローカルタレント。ミスブライダルモデル2016全国大会ファイナリスト（ベストボディバランス賞受賞）。KKB鹿児島放送かごしまオールトヨタ「フォトドラ」リポーター（現在はリポーターを卒業、現フォトドラ認定委員会メンバー）、KKB鹿児島放送「MOGUMOGUふぁーむ」リポーター、エフエム鹿児島「 μ’s UP 」「 WOMAN’S NEO 」ラジオパーソナリティ等を担当。2022年に入籍を公表。
・過去には自衛隊鹿児島地方協力本部の広報大使を務めていた。
・かごしま茶ガール1期生・鹿児島まち歩き観光ガイドや前述したラジオでは鹿児島の歴史スポットを紹介するコーナーを持つなど鹿児島の歴史に詳しい事でも知られる。

## 出演

### TV
- KKB鹿児島放送　かごしまオールトヨタ「フォトドラ」
- KKB鹿児島放送「MOGUMOGUふぁーむ」リポーター
- FBS福岡放送 きらめきpalette

### ラジオ
- エフエム鹿児島
- 「 μ’s UP 」　毎週水曜日レギュラー
- 「 WOMAN’S NEO 」 レギュラー

### CM
- TAKAPLA
- 南日本銀行
- CHOICE
- 眠りの専門店マイまくら

### MC
- クリスマスマーケットkagoshima
- ミスブライダルモデルグランプリ (鹿児島県大会・九州大会 ・ 全国大会)

### PV
- 鳥淵杏奈 「xoxo」 MV 出演

### ファッションショー
- 山形屋ブライダル ブライダルショー
- フタバブライダル ブライダルショー